# Глад за хляб
Глад за хляб е българска телевизионна новела от 1985 година по сценарий на Лиляна Михайлова и Евгений Тодоров и режисура на Евгений Тодоров. Оператор е Костадин Савов.

## Сюжет
Всяка есен, четири жени свързани с общи спомени, се срещат, след като не са се виждали цяла година, качват се в една черна „Волга“ и се скриват в планината, далече от семействата, шума на града и проблемите в работата си. Там ги очакват топлите питки на баба Васила. И така година след година, докато не се променят. Жените остават три, няма я баба Васила, няма кой да замеси хляб. Въпреки че чантите и раниците са пълни с деликатеси от цял свят.

## Актьорски състав
| В главните роли | Изпълнител         |
| --------------- | ------------------ |
|                 | Мая Зуркова        |
|                 | Евгения Баракова   |
|                 | Уляна Стойчева     |
|                 | Иван Танев         |
|                 | з. а. Георги Пенев |